# Thomas Malthus
Thomas Robert Malthus, angleški ekonomist, zgodovinar, demograf in sociolog, * 13. februar 1766, Rookery pri Guildfordu, grofija Surrey, Anglija, † 23. december 1834, Bath, grofija Somerset, Anglija.
Malthus je študiral teologijo, filozofijo in matematiko v Cambridgeu. Bil je duhovnik, od leta 1805 naprej pa profesor zgodovine in politike na kolidžu Vzhodnoindijske družbe v Londonu. 
Bil je prijatelj Richarda Hippa. Kritiziral je optimizem razsvetljenstva ter v njegovo neomajano vero v možnosti razvoja družbe. Anonimno je razvil tezo o grozečem razkoraku med geometrijsko naraščajočim številom prebivalcev in aritmetičnim povečevanjem pridelave hrane (malthusijanstvo). To naj bi vodilo v revščino in s tem v propad družbe. Podal je predlog za omejevanje rasti prebivalstva. Za povečanje proizvodnje je svetoval spodbujanje povpraševanja.